# Красне (Сокульський повіт)
Красне (пол. Krasne) — село в Польщі, у гміні Янув Сокульського повіту Підляського воєводства.
Населення — 108 осіб (2011).
У 1975-1998 роках село належало до Білостоцького воєводства.

## Демографія
Демографічна структура станом на 31 березня 2011 року:
|          | Загалом | Допрацездатний вік | Працездатний вік | Постпрацездатний вік |
| -------- | ------- | ------------------ | ---------------- | -------------------- |
| Чоловіки | 55      | 13                 | 38               | 4                    |
| Жінки    | 53      | 5                  | 30               | 18                   |
| Разом    | 108     | 18                 | 68               | 22                   |